# Russell Jacquet
Russell Jacquet (4. prosince 1917 St. Martinville, Louisiana, USA – 28. února 1990 Los Angeles, Kalifornie, USA) byl americký trumpetista. Hrál v kapele svého otce Gilberta Jacqueta, ve které hráli i jeho bratři, altsaxofonista Illinois Jacquet a bubeník Linton Jacquet. V letech 1934-1937 hrál s California Playboy Band, ve skupině rovněž hrál jeho bratr Linton Jacquet na bicí. V letech 1939-1940 hrál s Floydem Rayem. V letech 1940-1942 studoval na Wiley College v Texasu.